# Edward Clark
Edward William Clark (ur. 30 listopada 1946 w Minneapolis, Minnesota) – amerykański duchowny katolicki, biskup pomocniczy Los Angeles w latach 2001–2022.

## Życiorys
Święcenia kapłańskie otrzymał z rąk kardynała Timothy'ego Manninga w dniu 9 maja 1972 i inkardynowany został do archidiecezji Los Angeles. Był m.in. dyrektorem liceum w Lancaster oraz rektorem Saint John’s Seminary College (1994-2001).
16 stycznia 2001 mianowany biskupem pomocniczym Los Angeles ze stolicą tytularną Gardar. Sakry udzielił mu kard. Roger Mahony. 15 lutego 2022 papież przyjął jego rezygnację z pełnionego urzędu, złożoną ze względu na wiek.